# Kim Floor
Kim Floor (Porvoo, 14 maart 1948) is een Fins zanger, acteur en presentator.

## Biografie
Kim Floor begon reeds op jonge leeftijd met zingen, maar brak pas echt door in eigen land door zijn deelname aan de Finse preselectie voor het Eurovisiesongfestival in 1972, samen met Päivi Paunu. Met het nummer Muistathan wist hij met de zegepalm aan de haal te gaan, waardoor hij zijn vaderland mocht vertegenwoordigen op het Eurovisiesongfestival 1972 in het Britse Edinburgh. Daar eindigde hij op de twaalfde plaats. Nadien richtte hij zich meer op zijn acteurscarrière. Van 1993 tot 1995 was hij te zien in de populaire serie Metsolat. In 1993 presenteerde hij ook Onnenpyörä, de Finse versie van Rad van Fortuin.
1961: Laila Kinnunen · 
1962: Marion Rung · 
1963: Laila Halme · 
1964: Lasse Mårtenson · 
1965: Viktor Klimenko · 
1966: Ann-Christine Nyström · 
1967: Fredi · 
1968: Kristina Hautala · 
1969: Jarkko & Laura · 
1971: Markku Aro & Koivistolaiset · 
1972: Päivi Paunu & Kim Floor · 
1973: Marion Rung · 
1974: Carita · 
1975: Pihasoittajat · 
1976: Fredi & The Friends · 
1977: Monica Aspelund · 
1978: Seija Simola · 
1979: Katri Helena · 
1980: Vesa-Matti Loiri · 
1981: Riki Sorsa · 
1982: Kojo · 
1983: Ami Aspelund · 
1984: Kirka · 
1985: Sonja Lumme · 
1986: Kari Kuivalainen · 
1987: Vicky Rosti & Boulevard · 
1988: Boulevard · 
1989: Anneli Saaristo · 
1990: Beat · 
1991: Kaija · 
1992: Pave · 
1993: Katri Helena · 
1994: CatCat · 
1996: Jasmine · 
1998: Edea · 
2000: Nina Åström · 
2002: Laura · 
2004: Jari Sillanpää · 
2005: Geir Rönning · 
2006: Lordi · 
2007: Hanna Pakarinen · 
2008: Teräsbetoni · 
2009: Waldo's People · 
2010: Kuunkuiskaajat · 
2011: Paradise Oskar · 
2012: Pernilla Karlsson · 
2013: Krista Siegfrids · 
2014: Softengine · 
2015: Pertti Kurikan Nimipäivät · 
2016: Sandhja · 
2017: Norma John · 
2018: Saara Aalto · 
2019: Darude feat. Sebastian Rejman · 
2021: Blind Channel · 
2022: The Rasmus · 
2023: Käärijä · 
2024: Windows95Man ·
2025: Erika Vikman